# Kevin Claeys
Kevin Claeys (Roulers, 26 de marzo de 1988) es un ciclista belga que fue profesional de 2011 a 2015.

## Palmarés
2012
- De Kustpijl Heist
- Tour de Limburgo